# Aaron Aguilera
Jeffery Aaron Aguilera (Orange County, 28 februari 1977) is een Mexicaans-Amerikaans acteur en professioneel worstelaar die actief was in de World Wrestling Entertainment, van 2003 tot 2005.

## In het worstelen
- Finishers
  - Full nelson slam
  - Montezuma's Revenge

- Signature moves
  - Reverse Russian legsweep
  - South of the Border (Double leg slam)
  - Seated chokeslam - UPW
  - Big boot
  - Diving axe handle smash
  - Diving headbutt
  - Frog splash
  - Jaw Jacker
  - Military press slam
  - Single leg dropkick
  - Springboard flying clothesline

## Prestaties
- Alternative Wrestling Show
  - AWS Tag Team Championship (1 keer met Al Katrazz)

- Empire Wrestling Federation
  - EWF Heavyweight Championship (1 keer)

- Golden State Championship Wrestling
  - GSCW Heavyweight Championship (2 keer)

- Pro Wrestling WAR
  - PWW Heavyweight Championship (1 keer)

- Ultimate Pro Wrestling
  - UPW Tag Team Championship (3 keer; 2x met Justin Sane en 1x met Al Katrazz)

- West Coast Wrestling Alliance
  - WCWA Heavyweight Championship (1 keer)